# Paul Stephani
Paul Wilhelm Hermann Stephani (* 11. September 1870 in Mannheim; † 1947 in Heidelberg) war ein deutscher Mediziner, der sich für die Hygiene in Schulen einsetzte.

## Leben
Stephani besuchte das Gymnasium in Mannheim. Nach dem Abitur begann er an der Eberhard-Karls-Universität Tübingen Medizin zu studieren. 1890 wurde er im Corps Franconia Tübingen aktiv. Als Inaktiver wechselte er an die Albert-Ludwigs-Universität Freiburg und die Christian-Albrechts-Universität zu Kiel. 1895 promovierte er in Tübingen zum Dr. med. Anschließend praktizierte er sechs Jahre als Landarzt.
Nach Weiterbildung in Bakteriologie, Pathologie und Psychiatrie in Heidelberg sowie Augenheilkunde und Chirurgie im Städtischen Krankenhaus Mannheim wurde er 1904 in Mannheim zum ersten hauptamtlichen Schularzt in Deutschland ernannt. In dem von Joseph Anton Sickinger geschaffenen Mannheimer Schulsystem führte er 1904 die allgemeinen Elternsprechstunden ein. 1911 begann er mit der Einführung der Schulkinderfürsorge, wozu Röntgenuntersuchungen zur Feststellung der Tuberkulose und die Kindererholungsfürsorge gehörten. Später weitete er die Tätigkeit auf alle Lehreinrichtungen einschließlich der Handelshochschule Mannheim aus.
Seit 1908 war Stephani Geschäftsführer und Herausgeber der Zeitschrift für Schulgesundheitspflege und soziale Hygiene. Er war Mitherausgeber des Enzyklopädischen Handbuchs des Kinderschutzes und der Jugendfürsorge, Vorstandsmitglied des Deutschen Vereins für Schulgesundheitspflege und der Vereinigung der Kommunal-, Schul- und Fürsorgeärzte. Er war Vorsitzender der Vereinigung Badischer Schul- und Fürsorgeärzte und des Badischen Landesausschusses für Kindererholung. 1934 trat er in den vorzeitigen Ruhestand.
Im Ersten Weltkrieg war er Sanitätsoffizier an der Westfront (Erster Weltkrieg) und Kommandanturarzt in Antwerpen. An der Ostfront (Erster Weltkrieg) war er von 1915 bis 1917 in Rumänien und Russland, zuletzt als Kommandanturarzt in Sewastopol. Friedrich II. (Baden, Großherzog) ernannte Stephani wegen seiner Verdienste bei der Bekämpfung der verheerenden Ruhrepidemie 1917 zum Geh.  Medizinalrat.

## Schriften
- Die Gesundheitspflege in Mannheim, 1905. GoogleBooks
- Schulhygiene, 1927
- Weshalb müssen wir heute Gesundheitsfürsorge treiben? Bericht über den 5. Kurs der Vereinigung deutscher Kommunal-, Schul- u. Fürsorgeärzte, 1928 (Herausgeber)
- Körperliche Erziehung in Kinderheimen und Schulen – Bericht über den 6. Kurs der Vereinigung deutscher Kommunal-, Schul- und Fürsorgeärzte, gemeinsam mit dem deutschen Ärztebund zur Förderung der Leibesübungen, 1929 (Herausgeber)
- mit Ludwig Clostermann und Theodor Heller (Hrsg.): Enzyklopädisches Handbuch des Kinderschutzes und der Jugendfürsorge, 1930